# Heteroceras
Heteroceras es un género extinto de cefalópodos ammonoideos que vivieron en hábitats marinos en el Cretácico Inferior, del Barremiense al Aptiense, perteneciente a la familia ancilocerataciana Heteroceratidae, caracterizada por una concha juvenil enrollada en forma helicoidalen su ápice seguida por un eje levemente curvado en la adultez, con una sección en forma de letra J al final de la misma. La concha poseía "costillas", cóncavas y oblicuas al final de la hélice, rectas y transversales en sus fases tardías. 
Heteroceras ha sido hallado en Francia, Europa central, la zona del Cáucaso y en Perú. Entre sus parientes están los géneros Hemibaculites y Cochidites. La familia, Heteroceratidae, se deriva de los Ancyloceratidae.